# Transporte neumático de Beach

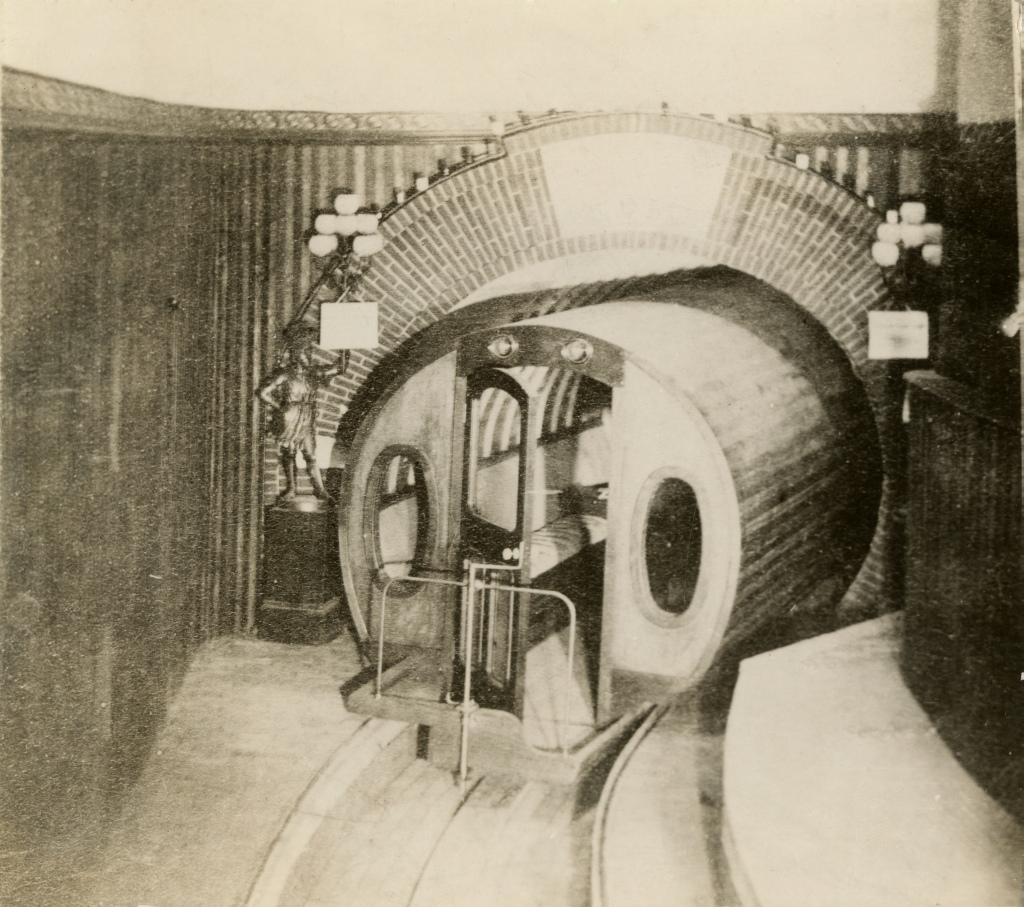

El Transporte Neumático de Beach (en inglés, Beach Pneumatic Transit) fue el primer intento para construir un subterráneo para el transporte público en la Ciudad de Nueva York. Fue desarrollado por Alfred Ely Beach en 1869 como demostración de línea de metro operada por el poder neumático. Como la línea contaba con una sola parada y un único coche-lanzadera, fue exclusivamente un invento novedoso y no un medio de transporte regular. Estuvo en activo entre 1870 y 1873.

## Presencia en la cultura popular
- En la película Fievel y el nuevo mundo, la trama comienza en el túnel del metropolitano de Beach. Fievel, Tony y Tigre descubren por accidente unos restos indios bajo el lugar, por accidente. En el doblaje español, se traduce literalmente el nombre, como "Metro de Playa".
- En la película Ghostbusters II, parte de la trama se desarrolla en el tránsito neumático. Lo descubren tras perforar un agujero en la Primera Avenida, y descender hasta un túnel por el cual corre un río de ectoplasma.